# Sphyranura oligorchis
Sphyranura oligorchis är en plattmaskart. Sphyranura oligorchis ingår i släktet Sphyranura och familjen Sphyranuridae. Inga underarter finns listade i Catalogue of Life.